# Real Face
Real Face è un brano musicale scritto da Shikao Suga, Joker, Tak Matsumoto e Chokkaku e pubblicato come singolo di debutto della boy band giapponese KAT-TUN, estratto come singolo dall'album Best of KAT-TUN. È stato pubblicato il 22 marzo 2006 ed ha debuttato nella classifica Oricon dei singoli più venduti alla prima posizione, dove è rimasto per tre settimane. Il singolo ha venduto oltre un milione di copie alla fine del 2006 ed è stato il singolo più venduto dell'anno in Giappone.
Il brano è stato utilizzato come sigla del dorama in due parti del 2006 intitolato Happy in cui ha recitato come protagonista il membro della band Junnosuke Taguchi. Nel 2022 Suga ha interpretato il brano nello show Fantasy on Ice, mentre il due volte campione olimpico Yuzuru Hanyu si esibiva sul ghiaccio.

## Tracce
CD singolo
1. Real Face - 5:07
2. Gloria - 4:30
3. Will Be All Right - 4:40
4. Real Face (Instrumental) - 5:07
5. Gloria (Instrumental) - 4:30
6. Will Be All Right (Instrumental) - 4:40

Durata totale: 19:14

## Classifiche
| Classifica (2006)                        | Posizione più alta |
| ---------------------------------------- | ------------------ |
| Giappone (Classifica settimanale Oricon) | 1                  |